# Холирудское аббатство
Холирудское аббатство (англ. Holyrood Abbey) — бывшее аббатство августинцев-каноников в Эдинбурге, у восточной оконечности Королевской Мили. Основано королём Шотландии Давидом I в 1128 году. В XV веке гостевой дом при аббатстве служил королевской резиденцией. В начале XVI века рядом с аббатством был возведён Холирудский дворец.
В ходе Реформации в Шотландии аббатство было разорено. Церковь при аббатстве использовалась в качестве приходской до конца XVII века. В XVIII веке крыша главного здания обрушилась.
В настоящее время аббатство представляет собой руины (остатки крытых аркад, кухня, каркасы церкви и нескольких монастырских построек), находящиеся под охраной государства как объект культурно-исторического наследия, и входит в число основных туристических достопримечательностей Эдинбурга.

## Происхождение названия
Название аббатства происходит от искажённого англо-шотландского Haly Ruid («Святой Крест»).

## История

### Основание
Согласно легенде, в 1127 году, на праздник Крестовоздвижения, шотландский король Давид I охотился в лесах к востоку от Эдинбурга и упал с лошади, когда та встала на дыбы, испугавшись оленя. Олень бросился на него и хотел ударить рогами, но короля спасло чудесное видение: по одной версии, животное отпугнул Крест Господень, спустившийся с небес, по другой — солнечный свет, отразившийся от распятия, которое внезапно явилось между рогами оленя, когда король попытался схватиться за них, чтобы спастись. В знак благодарности за спасение в 1128 году Давид I основал на этом месте аббатство Святого Креста, переданное каноникам-обсервантам Святого Августина из Мёртонского приората. Церковь приората, построенная в 1125 году, послужила вероятным прототипом первой Холирудской церкви, известной лишь по археологическим данным.

### XII—XV века
Первым настоятелем аббатства стал Альвин, духовный наставник короля (до 1150 года). До наших дней дошёл оттиск его печати в виде крестообразной церкви, датированный 1141 годом.
В церкви аббатства хранился золотой реликварий с кусочком дерева, который почитали как подлинную частицу Креста Господня. Эту реликвию, прозванную Черным крестом Шотландии, привезла из Уолтемского аббатства мать Давида, святая Маргарита Шотландская. В 1346 году, в битве при Невиллс-Кроссе, реликвия была захвачена англичанами и перенесена в Даремский собор, откуда бесследно исчезла в годы Реформации.
В 1177 году в Холирудском аббатстве состоялся совет, созванный папским легатом Вивианом, а в 1189 году — собрание шотландских аристократов и священников по вопросу о выкупе за короля Вильгельма Льва, захваченного в плен Генрихом II Английским.
Между 1195 и 1230 годами церковь Холирудского аббатства была перестроена. В законченном виде здание обрело хор, состоявший из шести пролётов, трёхарочные трансепты с центральной башней и неф с боковыми приделами и двумя башнями-близнецами, украсившими западный фронтон. Высокие своды церкви, вероятно, были оштукатуренными, с открытыми рёбрами и, по мнению некоторых исследователей, шестичастными (хотя из иллюстраций XVII века, изображающих её интерьер, это не очевидно).
На протяжении четырёх веков, пока аббатство оставалось действующим, в числе его главных покровителей были шотландские короли Давид I и Давид II, а также Роберт, епископ Сент-Эндрюсский и Фергус Галлоуэйский.
В 1256, 1285, 1327, 1366, 1384, 1389 и 1410 годах в аббатстве собирался парламент Шотландии. В 1326 году здесь заседал совет, созванный Робертом Брюсом, а в марте 1328 года в «Королевской палате» аббатства Роберт Брюс подписал Нортгемптонский договор, положивший конец Первой войне за независимость Шотландии.
Благодаря территориальной близости Холируда к Эдинбургскому замку аббатство нередко посещали шотландские короли. Сохранились свидетельства, что уже в 1329 году Холируд использовался как королевская резиденция, а к середине XV века, когда Эдинбург стал столицей королевства, шотландские монархи уже довольно часто останавливались в гостевом доме аббатства, располагавшемся к западу от клуатра. В октябре 1430 года здесь родились сыновья короля Якова I Стюарта — будущий Яков II Стюарт и его брат-близнец Александр, герцог Ротсей (скончавшийся во младенчестве). Коронация (1437) и свадьба (1449) Якова II также состоялись в Холируде. В дальнейшем аббатство активно использовалось для коронаций и королевских свадеб, а также для захоронения некоторых представителей шотландской королевской семьи.

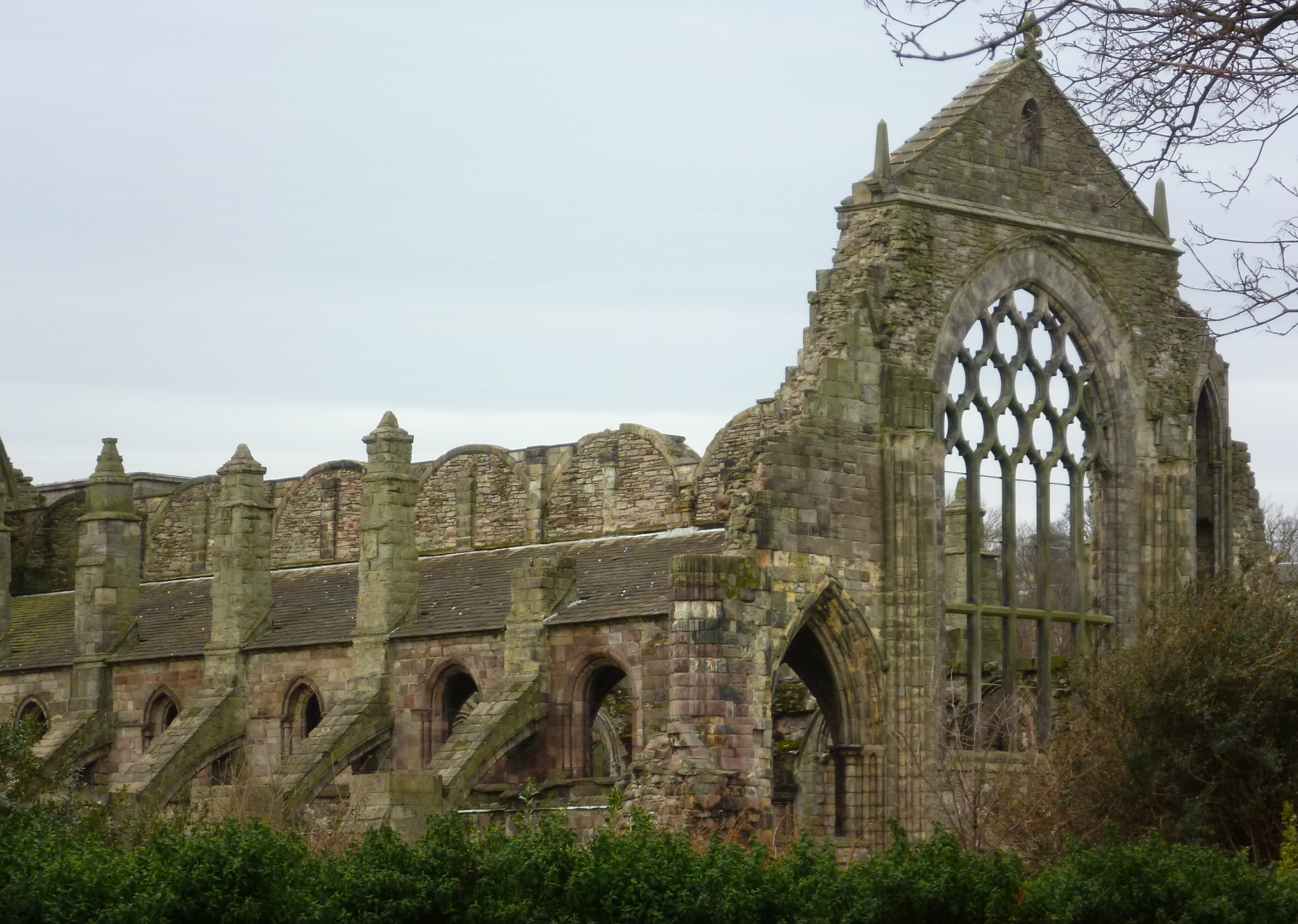
Развалины аббатства

В 1498—1505 годах по распоряжению короля Якова IV в Холируде был построен королевский дворец Холируд-хаус, примыкавший к клуатру аббатства.

#### Холирудское убежище
На пять миль вокруг аббатства простиралась территория убежища, занимавшая значительную часть Холирудского парка. Здесь могли укрываться должники и люди, обвинённые в преступлениях; для этого необходимо было обратиться к бальи Холируд-хауса с просьбой о защите. Просители получали жилье в домах, окружавших аббатство, и могли оставаться под защитой сколь угодно долго. В Эдинбурге они были известны под шуточным прозвищем «аббатские лэрды».
В конце XV века для охраны монарха и для поддержания закона и порядка в окрестностях дворца и на территории убежища был сформирован специальный гвардейский корпус Старших констеблей и почетного караула Холирудского дворца.
Убежище продолжало действовать и после того, как аббатство пришло в упадок; так, уже в XIX веке им неоднократно пользовался, спасаясь от тюрьмы и кредиторов, знаменитый писатель Томас Де Квинси. Лишь в 1880 году долговые тюрьмы в Великобритании были упразднены и необходимость в подобной защите для неплатежеспособных должников отпала, но граница Холирудского приюта по сей день отмечена тремя бронзовыми буквами S (от англ. sanctuary, «убежище») на камнях мостовой в конце Королевской Мили, перед входом в Холирудский дворец.

### С XVI века до наших дней
На протяжении всего XVI века аббатство сохраняло тесные связи с королевской семьей Шотландии. Так, 8 августа 1503 года здесь сочетались браком «Чертополох» и «Роза» — Яков IV Стюарт и Маргарита Тюдор, а 17 мая 1590 года была провозглашена королевой Шотландии Анна Датская. В 1538 году коммендатором Холируда был формально назначен малолетний бастард короля Якова V — Роберт Стюарт.
Между 1544 и 1547 годами, в период войны между Англией и Шотландией, аббатство пострадало от армии Эдуарда Сеймура: английские солдаты сорвали с крыши свинцовое покрытие, сняли колокола и расхитили монастырское имущество. Ещё больший ущерб нанесла в 1559 году толпа сторонников Реформации, ворвавшаяся в аббатство и разрушившая алтари. Церковь Холируда была полностью разграблена, а с упразднением монастырей пришла в упадок настолько, что в 1569 году коммендатор Адам Босуэлл обратился к Генеральной ассамблее Шотландской церкви с предложением снести всю её восточную часть — хор и трансепт. Предложение было принято, и на следующий год от здания остался только неф, к тому времени уже выполнявший функции приходской церкви Кэнонгейта. В 1570—1573 годах к нефу пристроили новый восточный фронтон и заложили все старые окна, кроме двух, а останки представителей королевской фамилии, захороненных в церкви аббатства, перенесли в новый склеп, оборудованный в южном приделе.
В 1633 году, в ходе подготовки к шотландской коронации Карла I, в церкви был проведен капитальный ремонт.
В 1686 году король-католик Яков VII Шотландский основал в здании Холирудского дворца иезуитский колледж, а на следующий год преобразовал церковь аббатства в католическую часовню Ордена Чертополоха. Протестантская конгрегация была переведена из Холируда в церковь леди Йестер, а затем — в Кэнонгейтскую церковь, открывшуюся в 1691 году.
Часовня, перестроенная по проекту Джеймса Смита, была оборудована великолепными деревянными тронами и отдельными кабинками для рыцарей ордена, украшенными резьбой Гринлинга Гиббонса. Однако всего год спустя, в ходе беспорядков, сопутствовавших Славной революции, в аббатство ворвалась толпа горожан, разорившая часовню и осквернившая королевский склеп.

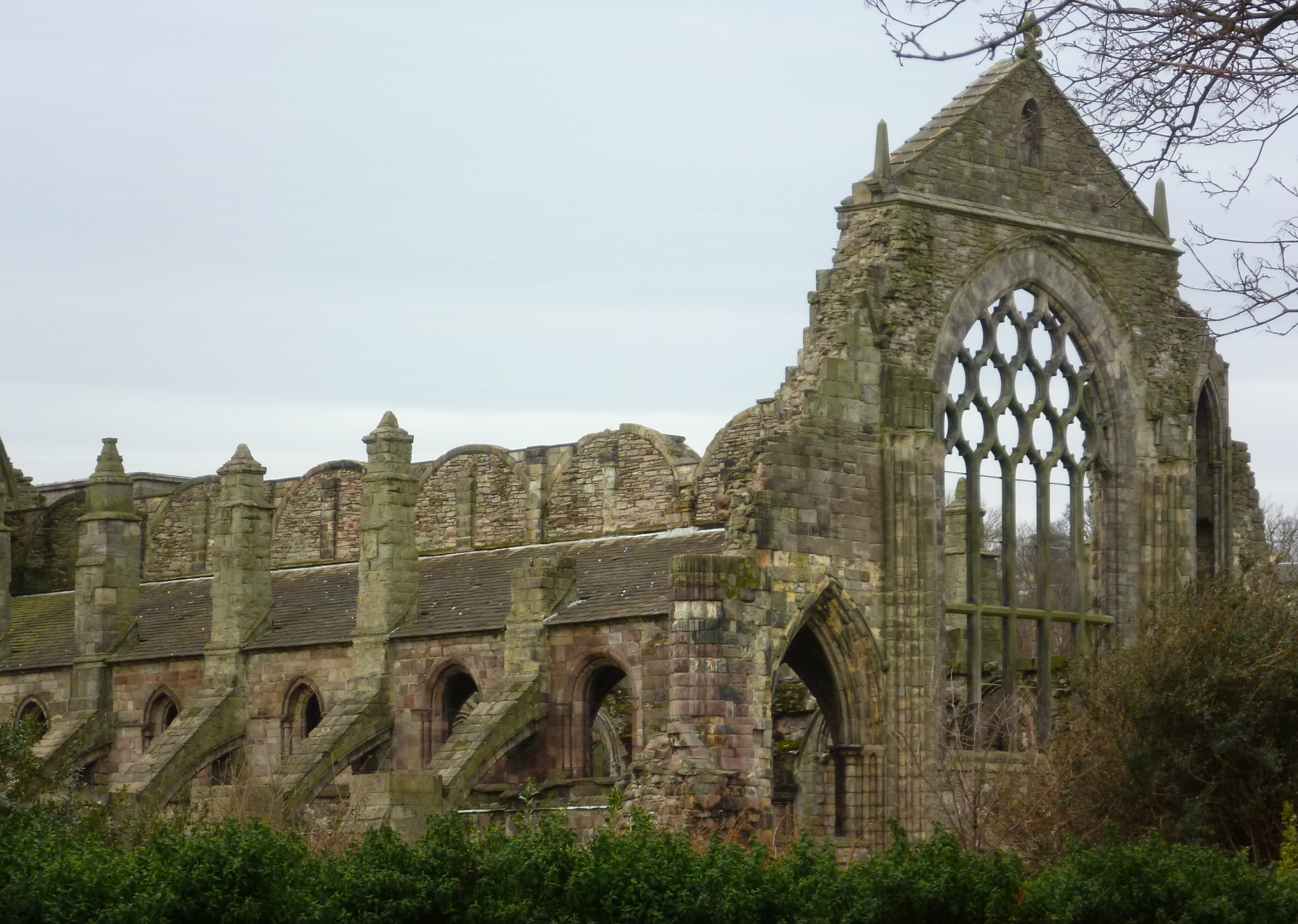
Развалины аббатства

К XVIII веку здание аббатства обветшало, и в 1758—1760 годах архитектор Джон Дуглас и каменщик Джеймс Макферсон (James McPherson) заменили деревянную кровлю каменными сводами. Но это решение оказалось губительным: контрфорсы не выдержали груза каменных плит и начали постепенно деформироваться, что грозило обрушением всей конструкции. К 1766 году деформация стала видна невооружённым глазом, и после инспекции, проведённой архитектором Уильямом Милном, администрация Холирудского дворца в целях безопасности закрыла аббатство для посетителей. 2 декабря 1768 года своды обрушились в два этапа, и от здания остались только стены без крыши.
Впоследствии выдвигались предложения о реставрации аббатства: в 1835 году архитектор Джеймс Гиллеспи Грэм предложил восстановить здание и переоборудовать его для собраний Генеральной ассамблеи Церкви Шотландии, а в 1906 году был выдвинут проект по воссозданию часовни Ордена Чертополоха на руинах аббатства. Однако оба предложения были отвергнуты.
В июле 1829 года руины Холирудского аббатства посетил композитор Феликс Мендельсон. Под впечатлением от этого визита была написана его «Шотландская симфония».

## Перечень аббатов
- Алвин (Alwyn). Покинул пост в 1150 году, умер в 1155 году. Исповедник короля Давида I, автор «Книги проповедей и посланий» (англ. Book of Homilies and Epistles)[22].
- Осберт (Osbert). Автор книги «Деяния короля Давида I» (англ. Acts of King David I). Построил часть монастыря, украсил аббатство «образом Бога-Отца из чистого серебра». Умер 15 декабря 1150 года и был торжественно похоронен перед главным алтарём[22].
- Уильям I (William I). Вступил в должность в 1152 году. Засвидетельствовал подписание нескольких хартий Малкольма IV и Вильгельма Льва и построил стену вокруг аббатства[22].
- Роберт (Robert). Занимал должность в период правления Вильгельма Льва (1165—1214). Внёс значительный вклад в развитие Кэнонгейта, предоставив его жителям различные привилегии[22].
- Джон (John), аббат с 1173 года. Выступал за перенос монастыря с территории Эдинбургского замка в Холирудское аббатство[22].
- Уильям II (William II), аббат с 1206 года[22].
- Уолтер (Walter), приор Инчколмского аббатства, с 1209 года настоятель Холирудского аббатства. Умер 2 января 1217 года[22].
- Уильям III (William III). Был низложен с поста аббата[22].
- Уильям IV (William IV), сын Оуэна. Покинул пост в 1227 году и стал отшельником на острове Инчкит. Позднее вернулся в Холируд и умер простым монахом[22].
- Элайас I (Elias I), сын Николаса. Осушил болота в окрестностях аббатства и обнёс стеной монастырское кладбище[22].
- Генрих Холирудский[англ.]. Покинул Холируд в 1253 году в связи с возведением в сан епископа Галлоуэйского[22].
- Радульф (Radulph)[22].
- Adam (Adam) или Александр (Alexander), присягнувший на верность королю Эдуарду I Английскому и вошедший в историю как «предатель»[22].
- Элайас II (Elias II). Принимал участие в суде над шотландскими тамплиерами в 1309 году. Оставался настоятелем по меньшей мере до 1322 года, когда аббатство было разграблено английскими войсками под предводительством Эдуарда II[22].
- Саймон из Уидейла[англ.]. Был настоятелем в 1326 году, когда Роберт Брюс созвал совет в Холирудском аббатстве[22].
- Джон II (John II). Засвидетельствовал три королевские хартии 1338 года[23].
- Бартоломью (Bartholomew). Аббат с 1342 года[23].
- Томас (Thomas). 8 мая 1366 года присутствовал на собравшемся в Холируде совете шотландских аристократов, на котором было принятое решение о выкупе короля Давида II, захваченного в плен англичанами в битве при Невиллс-Кроссе. Руководил похоронами Давида II, погребённого перед главным алтарём аббатства в 1371 году[23].
- Джон III (John III). Аббат с 11 января 1372 года. В 1381 году дал пристанище Джону Гонту, спасавшемуся от бунтовщиков во время восстания Уота Тайлера[23].
- Дэвид (David). Аббат с 18 января 1384 года. При нём Холирудское аббатство было сожжено войсками Ричарда II, стоявшими лагерем в Ресталриге[англ.], но вскоре после этого восстановлено[23].
- Иоанн из Лита (John of Leith). Аббат с 8 мая 1386 года. В 1423 году передал в аренду городу Эдинбургу деревню Кэнонмиллз[англ.], принадлежавшую аббатству[23].
- Патрик (Patrick). Аббат с 5 сентября 1435 года. 23 марта 1437 короновал Якова II Шотландского. 3 июля 1449 года короновал Марию Гелдернскую как королеву-консорта и сочетал ее браком с Яковом II[23].
- Джеймс (James). Аббат с 26 апреля 1450 года[23].
- Арчибальд Кроуфорд (Archibald Crawford), сын сэра Уильяма Кроуфорда из Хайнинга (Haining). Приор, а с 1457 года — настоятель Холирудского аббатства. В 1474 году заключил договор об обручении Джеймса, герцога Ротсея (будущего короля Шотландии Якова IV) с принцессой Сесилией, второй дочерью короля Эдуарда IV (впоследствии эта помолвка была расторгнута). В 1450 году в Ковентри участвовал в переговорах о перемирии с англичанами. В 1469 году сочетал браком шотландского короля Якова III и Маргариту Датскую. В 1480 году был назначен на пост лорда-казначея Шотландии. Добавил контрфорсы к зданию аббатства с северной и южной сторон и снабдил северный боковой неф богато украшенной дверью. Умер в 1483 году. Герб Кроуфорда — горностаевый пояс, обременённый пятиконечной звездой и увенчанный аббатской митрой, опирающейся на пастырский посох, — изображён над многими нишами в стенах аббатства[23].
- Роберт Белленден (Robert Bellenden). Аббат с 1486 года. Как и его предшественник, участвовал в мирных переговорах с Англией. В 1493 году организовал строительство часовни Святого Ниниана (позднее известной как приходская церковь Северного Лита) и платного моста (Белленденз-Бридж) между Северным и Южным Литом, впоследствии разрушенного. В 1507 году присутствовал при визите папского легата, даровавшего королю Якову IV Шотландскому титул защитника веры[23].
- Джордж Крайтон (George Crichtoun или Crichton). Аббат с 1515 года. С 1519 года — лорд-хранитель Малой печати, с 1528 года — епископ Данкелдский[англ.]. Основатель больницы Святого Фомы на Хай-стрит (ныне часть Королевской Мили) в Эдинбурге. При вступлении в сан епископа получил в дар знаменитую данкелдскую кафедру[англ.], которую передал Холирудскому аббатству. В 1544 году кафедра была похищена английским военным инженером Ричардом Ли[англ.] и перевезена в церковь Святого Стефана[англ.] в Сент-Олбанс[23][24].
- Уильям Дуглас (William Douglas) из Колдингема[англ.]. Умер в год вступления в должность, в 1528 году[25].
- Роберт Кернкросс[англ.] из Корсторфина[англ.]. Настоятель Холируда с сентября 1528 года. В 1529 и 1537 годах — лорд-казначей Шотландии. С 1538 года — епископ Росский[англ.]. Умер 31 ноября 1545 года[25].

### Коммендаторы аббатства
- Роберт Стюарт, 1-й граф Оркнейский, внебрачный сын короля Якова V Шотландского и Юфимии Элфинстон[англ.]. В 1539 году, в возрасте шести лет, был формально назначен коммендатором Холирудского аббатства. В 1559 году отказался от должности, присоединившись к сторонникам Реформации[25].
- Адам Босуэлл[англ.]. Коммендатор с 1559 года. В 1569 году по его инициативе вся восточная часть аббатства была снесена как не поддающаяся ремонту. В 1581 году Адам передал должность своему сыну. Умер в 1593 году и был похоронен в аббатстве[25].
- Джон Босуэлл[англ.], старший сын Адама. Коммендатор с 1581 года. В 1607 году был произведён в пэры, получив титул лорда Холирудхауса и часть земель, принадлежавших аббатству (включая монастырь). Умер в 1609 году[26].

## Коронации
- 1437 год — Яков II Шотландский
- 1449 год — Мария Гелдернская
- 1504 год — Маргарита Тюдор
- 1540 год — Мария де Гиз
- 1590 год — Анна Датская
- 1633 год — Карл I Английский

## Бракосочетания
- 1449 год — Яков II Шотландский и Мария Гелдернская
- 1459 год — Яков III Шотландский и Маргарита Датская
- 1503 год — Яков IV Шотландский и Маргарита Тюдор

## Рождения
- 1430 год — Яков II Шотландский

## Захоронения
В Холирудском аббатстве состоялись похороны многих королевских особ, для погребения которых отводились места в восточном пролёте южного нефа, прозванном Королевской усыпальницей (англ. Royal Vault). В числе особ королевской крови, первоначально захороненных в аббатстве:
- Король Давид II Шотландский (1371 год).
- Король Яков II Шотландский (1460 год).
- Артур Стюарт, герцог Ротсей, второй сын Якова IV Шотландского (1510 год).
- Мадлен Французская, первая жена Якова V Шотландского (1537 год).
- Джеймс Стюарт, герцог Ротсей, старший сын Якова V (1541 год).
- Артур Стюарт, герцог Олбани, второй сын Якова V, умерший во младенчестве (1541 год).
- Король Яков V Шотландский (1542).
- Генри Стюарт, лорд Дарнли (1567).
- Маргарита Шотландская, вторая дочь Якова VI Шотландского (1600).

В 1848 году в аббатство был перенесён прах Марии Гелдернской, умершей в 1463 году и похороненной в церкви Тринити-Колледж в Эдинбурге.
Другие захоронения в Холирудском аббатстве:
- Фергус, лорд Галлоуэя (1161 год).
- Сибилла из Стрейтуна (Sibilla de Stratun). Надгробная плита около 1300 года.
- Роберт Росс (Robert Ross, 1409 год). Средневековый саркофаг, украшенный резным изображением чаши.
- Джон (фамилия утрачена, 1543 год). Надгробие с крестом, циркулем и инструментами каменщика.
- Джордж Дуглас[англ.], епископ Мори (1589 год).
- Маргарет Бакстер (Margaret Bakster, 1592 год).
- Адам Босуэлл[англ.] (1593 год) и его сын Джон Босуэлл[англ.] (1609 год), коммендаторы Холирудского аббатства.
- Джейн, графиня Эглинтон (1596 год). Саркофаг.
- Судья Джон Гамильтон, лорд Мэдленс[англ.] (1632 год)[28].
- Роберт Дуглас, 1-й виконт Белхейвен[англ.] (1639 год). Лежащая эффигия работы голландского скульптора Яна Схурмана (нидерл. John Schoerman).
- Александр Милн, каменщик (1643 год). Надгробный памятник отреставрирован его потомком, архитектором Робертом Милном[англ.], в 1776 году.
- Епископ Джордж Уишарт[англ.] (1671 год). Сохранился постамент надгробия с обломками мраморных херувимов (предположительно, по проекту Роберта Милна[англ.]).
- Джордж Гордон, 15-й граф Сазерленд (1703 год) и его внук Уильям, 17-й граф Сазерленд (1750 год). Надгробие по проекту Джеймса Смита.
- Дэвид Стюарт Монкрейф[англ.], юрист, сооснователь Эдинбургского королевского общества (1790 год).
- Данбар Дуглас, 4-й граф Селкирк (1799 год)
- Томас Лоус (Thomas Lowes) из Ридли-Холл (1812 год).
- Юфимия Стюарт (Euphemia Stewart, 1817 год). Обелиск, выступающий из стены.
- Джон Уэбб Сеймур[англ.] (1819 год).
- Леди Энн, супруга Ричарда Ардена, 1-го барона Олванли[англ.] (1825 год).
- Леди Мэри Проуби (Mary Proby), супруга Фрэнсиса Маккензи, 1-го барона Сифорта[англ.] (1829 год).
- Джон Синклер, 1-й баронет[англ.] (1835 год).
- Джон Синклер, 7-й баронет Данбит (1873 год).

## В культуре
Развалины аббатства изображены на картине Луи Дагера «Руины Холирудской часовни» (около 1824 года).
В марте 1825 года в лондонском Риджентс-парке была выставлена диорама с изображением руин Холирудского аббатства в лунном свете — иллюстрация к стихотворению Летиции Лэндон «Холируд».

### Статьи
- Gallagher, Dennis. Holyrood Abbey: the disappearance of a monastery (англ.) // The Proceedings of the Society of Antiquaries of Scotland. — 1998. — Vol. 128. — P. 1079—1099.
- Galloway, William. Notice of an Ancient Scottish Lectern (англ.) // Proceedings of the Society of Antiquaries of Scotland. — Edinburgh, UK, 1879. — 14 April (iss. 13). — P. 287—302.
- Theodossopoulos, Dimitris. Case Study of the Failure of a Cross Vault: Church of Holyrood Abbey (англ.) // Journal of Architectural Engineering. — September 2003. — Vol. 9, iss. 3. — doi:10.1061/(ASCE)1076-0431(2003)9:3(109).
- Theodossopoulos, Dimitris. The Catastrophic Repairs of Holyrood Abbey Church in 1760 (англ.) // International Journal of Architectural Heritage. — 2016. — Vol. 10, iss. 7. — P. 954—974. — doi:10.1080/15583058.2016.1160302.
- Todd, Larry R. Mendelssohn (англ.) // The Nineteenth-Century Symphony  / D. Kern Holoman (ed.). — New York, USA: Schirmer, 1997. — P. 78—107. — ISBN 978-0028711065.
- Holyroodhouse Abbey falls down (англ.) // The Scots Magazine. — 1768. — 3 December (vol. XXX, no. 667). — P. 217.